# Heinrich Ritter (Verleger)
Heinrich Ritter (* 1837 in Arnsberg; † 23. Februar 1917 in Leipzig) war ein deutscher Verlagsmitarbeiter und Verleger.
Am 14. November 1853 trat er in Koblenz in den Verlag von Karl Baedeker (1801–1859) ein und wurde 1862 unter Karl Baedeker junior (1837–1911) Prokurist, so dass er mit der Unterschrift „Karl Baedeker“ für geschäftliche Zwecke zeichnete. Nach dessen Ausscheiden und der alleinigen Übernahme des Verlages durch Fritz Baedeker am 28. Mai 1878 wurde Ritter Herausgeber. Am 14. November 1878 wurde er anlässlich seines 25-jährigen Dienstjubiläums Teilhaber des Verlages.
Zu seinem 50-jährigen Jubiläum als Prokurist 1912 ließ der Verlag von dem Leipziger Bildhauer und Medailleur Felix Pfeifer eine Erinnerungsmedaille in Bronze gestalten.